# Novobydžovský čtverec – Memoriál Elišky Junkové
Novobydžovský čtverec – Memoriál Elišky Junkové je tradiční orientační závod konající se v polovině června v Novém Bydžově. Podmínkou pro účast je jízda ve vozidle, které splňuje požadavky pro veterány. Na výběr je mezi jednodenním a dvoudenním závodem. Kategorie jsou pak rozděleny na závod pro automobily či motocykly. Zajímavostí je, že se nejedná pouze o rychlostní závod.

## Historie

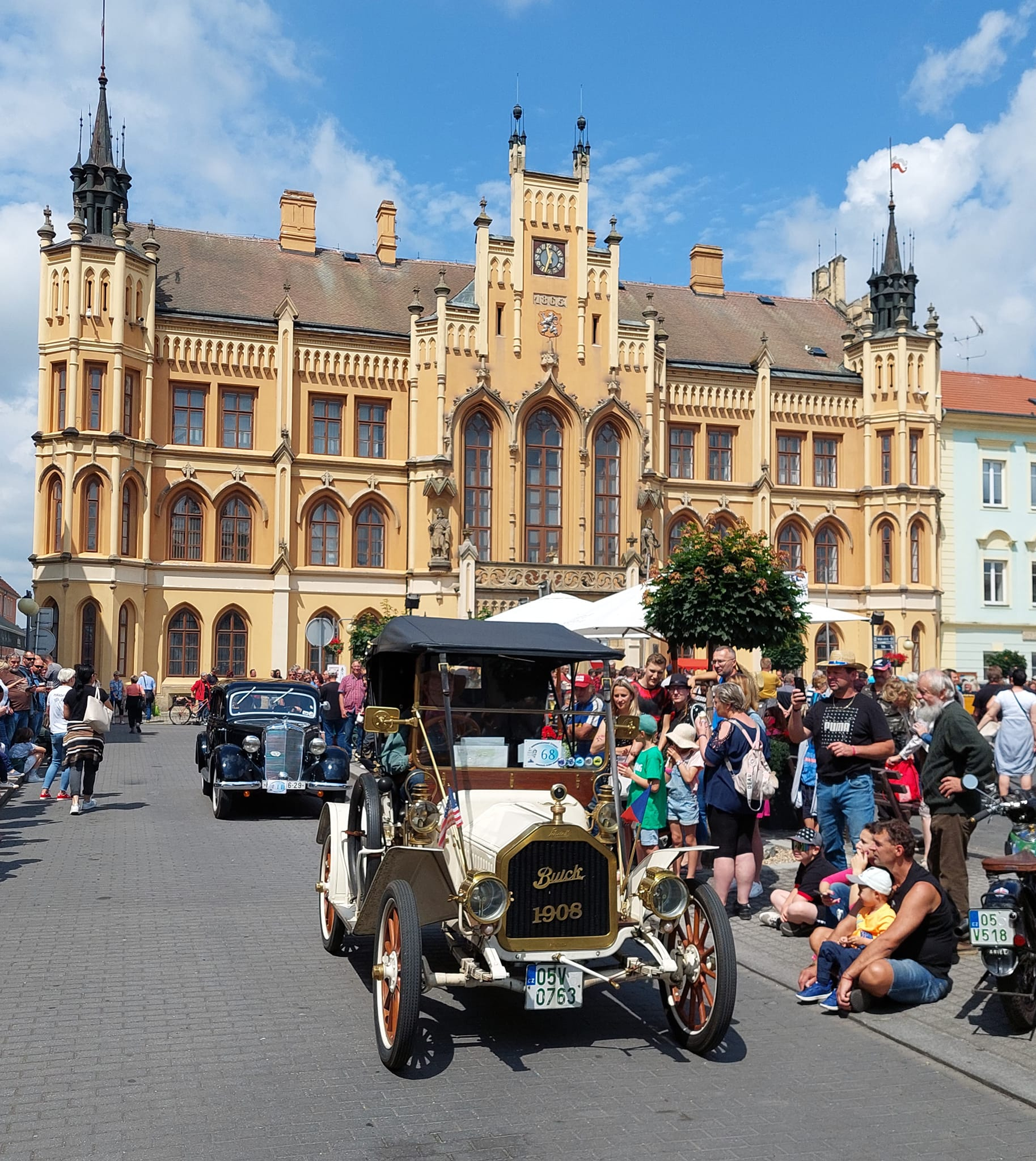
Pohled na veterány odjíždějící z novobydžovského náměstí

Historie závodu sahá již do poloviny 20. století, konkrétně do let 1947–1958. Prvních pět ročníků proběhlo pod hlavičkou Autoklubu Nový Bydžov. Další ročníky pak pod Okresním automotoklubem Nový Bydžov a Svazarmem.
První ročník se uskutečnil v neděli 20. července 1947. V té době se ještě jednalo o rychlostní motocyklový závod, který se jel po vějířovité žulovité trati s délkou trasy dva kilometry. Start i cíl se nacházel u budovy Okresního národního výboru (ONV). Závod byl rozdělen do dvou věkových kategorií, každá kategorie se pak ještě dělila na podkategorie podle objemu motoru.
Junioři měli za úkol objet okruh celkem desetkrát. Podle objemu byli rozděleni do pěti podkategorií. Do 125 ccm, do 175 ccm, do 250 ccm, do 350 ccm a nakonec přes 350 ccm.
Kategorie senior musela okruh objet dvacetkrát, rozdělena pak byla do třech podkategorií. Do 250 ccm, do 350 ccm a nad 350 ccm.
Mezi známé účastníky závodu patřili například František Juhan (Praha, motocykl Velocette), Jan Lucák (Praha, motocykl Walter), či Vincent Staša (Zlín, motocykl Norton).

## Současnost
Od roku 1952 se závod odmlčel. Po dlouhé třiceti osmileté pauze se podařilo nynějším pořadatelům na tradici závodu navázat. Roku 1996 se tedy objevil závod s názvem Novobydžovský čtverec. Už se nejedná o rychlostní ale o orientační závod automobilových a motocyklových vozidel.
Od roku 1996 spadala organizace pod hlavičku kulturního centra MEKKA. Mezi pořadatele patřili P. Klepač, M. Tupec, S. Horák, L. Ondra, J. Barva, J. Hruška, J. Vidra, J. Havlík, B. Klouzek, M. Ondrová, M. Klepačová, P. Vodák, manželé Lhotovi a další dobrovolníci. Od roku 2003 akci organizuje občanské sdružení Novobydžovský čtverec–Klub přátel historických vozidel z.s. Členy správní rady byli Pavel Klepač, Jiří Havlík a Renata Lhotová. Od roku 2021 se změnilo obsazení správní rady na Petra Hazdru, Víta Šandu a Jaroslavu Havlíkovou.

## Eliška Junková
U příležitosti konání desátého ročníku obnoveného závodu se podařilo organizátorům navázat kontakt s panem Ing. Vladimírem Junkem (syn Elišky Junkové) a jeho ženou. Proto se k názvu od roku 2005 pojí čestný přídomek „Memoriál Elišky Junkové“. Eliška Junková byla mezinárodně uznávanou závodnicí ve vozech značky Bugatti.

## Současná podoba závodu
Celý závod začíná na novobydžovském náměstí, kde účastníci vystaví svá vozidla. Akce se těší velké popularitě, takže před odstartováním mají závodníci podporu v přihlížejících divácích. Někteří nadšenci mají během trasy na sobě i dobové oblečení. Startuje se po určitých časových intervalech, aby nehrozilo přímé potkání na trase.
Od roku 1996 se jezdí orientační závod, nikdo tedy netuší, kam ho trasa zavede. Závodníci mají za úkol plnit na předem určených kontrolách úkoly. Ty mohou být jak vědomostní, tak dovedností povahy. Dovedností úkoly ale převažují. Pořadatelé se snaží úkoly obměňovat a upravovat podle recenzí zúčastněných. Závodníci se tak mohou setkat s přejezdem přes prkno, odhadem vzdálenosti, hodem záchodovou štetkou do záchoda, pytlíkem s překvapením, skládačkou, slalomem, pumpováním pneumatiky na čas nebo hledáním matičky v písku. Speciální disciplínou je například číšník či zrcadlo. Každý úkol má určitou časovou dotaci, aby nedocházelo ke zdržování.
Jednodenní závod měří 60–80 km, na cestě je připraveno 10–12 úkolů. Dvoudenní závod měří přes 100 km a po cestě je připraveno 12–14 úkolů. První den závodníci dvoudenního závodu skončí v kempu, druhý den ráno pak společně opět odstartují. Oba závody se pak setkají ve stejném cíli. Kvůli velké účasti se závěrečné stanoviště přesunulo při 25. ročníku z menších hospod do Kulturního domu v Hlušicích. Zde jsou vyhlášeny výsledky. Cílem závodu je tedy nejen dojet do cíle, ale i absolvovat všechny kontroly s úkoly a získat při nich co nejvyšší počet bodů.
Závod má vlastní Facebookové i internetové stránky. Videa z uplynulých ročníků jsou k dohledání i na Youtube.